# 清水台 (郡山市)
清水台（しみずだい）は、福島県郡山市に所在する町丁である。郵便番号は963-8005。

## 地理
郡山市役所本庁所管地域である市街中心部に属する。北で赤木町、東で大町、中町、南で堂前町、西で細沼町、虎丸町、神明町、北西角で咲田とそれぞれ隣接する。JR郡山駅西口市街地にあり、住居表示が実施されている。旧国道4号（現福島県道17号郡山停車場線、福島県道57号郡山大越線）以西、さくら通り沿線区画を範囲ととし、さくら通りの南側に一丁目、北側に二丁目が設置されている。市街有数の神社である安積国造神社を擁し、幹線道路沿いに商業ビルや店舗が立ち並び、西側の高台に住宅地が広がる。駅前に所在する郡山警察署駅前交番、および堂前町に所在する郡山消防署本署がそれぞれ管轄にあたる。

## 世帯数と人口
2025年1月1日現在の世帯数と人口は以下の通りである。
| 町丁   | 世帯数  | 人口    |
| ------ | ------- | ------- |
| 清水台 | 625世帯 | 1,144人 |

## 小・中学校の学区
市立小・中学校に通う場合、学区は以下の通りとなる。
| 番地                  | 小学校             | 中学校                 |
| --------------------- | ------------------ | ---------------------- |
| 一丁目1 - 5番         | 郡山市立金透小学校 | 郡山市立郡山第二中学校 |
| 一丁目6 - 8番、二丁目 | 郡山市立芳山小学校 | 郡山市立郡山第二中学校 |

## 交通

### 道路
- 福島県道17号郡山停車場線・福島県道57号郡山大越線（旧国道4号昭和通り 地区東端）
- 福島県道142号河内郡山線（さくら通り）
- 一般市道清水台一長者一丁目線（地区南端）
- 一般市道虎丸町若葉町線・一般市道堂前町虎丸町線（地区西端）
- 一般市道大町一桑野二丁目線（地区北端）

## 施設等
- 清水台地域公民館
- 郡山病院
- ゆうちょ銀行 郡山支店
- 郡山信用金庫 本店
- 郡山商工会議所
- 山相郡山ビル
  - 第一学院高等学校 郡山キャンパス
- 住友生命郡山清水台ビル
  - 住友生命保険 福島支社郡山営業部
  - オリックス 郡山支店
- 善導寺
- 大慈寺
- 安積国造神社
  - 安積幼稚園
- 愛宕神社
- 日本基督教団 郡山教会